# Doripenem
Doripenem ist ein antibiotisch wirksamer Arzneistoff aus der Gruppe der Carbapeneme. Doripenem war in Europa von Juli 2008 bis Juli 2014 zugelassen (Handelsname Doribax)  für die Behandlung von nosokomialen Lungenentzündungen (Pneumonien) einschließlich Beatmungspneumonien, von komplizierten Infektionen des Bauchraums (intrabdominelle Infektionen) und von komplizierten Harnwegsinfektionen. Die Marktrücknahme 2014 erfolgte nach Rückgabe der Lizenzrechte an das japanische Pharmaunternehmen Shionogi.

## Pharmakologie
Die Wirkungsweise entspricht der der Carbapeneme.
Durch Einführung einer β-Methylgruppe in Position 4 ist Doripenem im Gegensatz zu Imipenem stabil gegenüber Dehydropeptidase I. Die Verabreichung erfolgt intravenös als Dauerinfusion.

### Wirkspektrum
Doripenem zeigt eine stärkere Wirksamkeit gegen grampositive Kokken als Meropenem und eine stärkere Wirksamkeit gegen gramnegative Stäbchen als Imipenem. Studiendaten zeigen eine besonders gute Wirkung gegen Pseudomonas aeruginosa und Enterobakterien einschließlich von Stämmen, die gegen andere Antibiotika resistent sind.

### Nebenwirkungen
Doripenem wurde in allen klinischen Studien gut vertragen. Bezüglich Sicherheit konnte für Doripenem in klinischen Studien ein vergleichbares Profil mit Meropenem nachgewiesen werden. Die häufigsten Nebenwirkungen, die auftreten können, sind Kopfschmerzen, Durchfall (Diarrhö) und Übelkeit.